# TOKYO DIVE
『TOKYO DIVE』（トーキョー・ダイブ）は、JAM Projectの5枚目のオリジナルアルバム。2017年10月18日にLantisから発売された。

## 収録曲
1. Spinning Out of Control [2:05]
作曲・編曲：R・O・N
2. TOKYO DIVE [5:20]
作詞・作曲：影山ヒロノブ、編曲：R・O・N
3. 神ノ牙〜The Fang of Apocalypse〜 [4:31]
作詞・作曲：影山ヒロノブ、編曲：小山寿（onetrap）
  - 東北新社配給映画『劇場版 牙狼<GARO> 神ノ牙-KAMINOKIBA-』オープニングテーマ
4. BAD CITY 〜We'll be alright!〜 [4:12]
作詞・作曲：遠藤正明、編曲：鈴木マサキ
5. EMG [4:27]
作詞：奥井雅美、作曲：きただにひろし、編曲：栗山善親・寺田志保・横関敦
  - テレビ東京系アニメ『牙狼-GARO- -VANISHING LINE-』第1クールオープニングテーマ
6. First Love [4:38]
作詞：奥井雅美、作曲：きただにひろし、編曲：鈴木マサキ
7. 勝利の未来-とき- [4:02]
作詞・作曲：きただにひろし、編曲：寺田志保
  - 中編特撮映画『HE-LOW』主題歌
8. I KILL-イキル- [5:09]
作詞・作曲：遠藤正明、編曲：須藤賢一
9. アレクサンドリア [5:52]
作詞・作曲：福山芳樹、編曲：横関敦
10. シュワッチ!〜キミを護りたい〜 [3:37]
作詞・作曲：影山ヒロノブ、編曲：中土智博
11. sweet SWEET home [5:16]
作詞・作曲：ヒカルド・クルーズ、編曲：寺田志保・栗山善親
12. 東京スキャンダル [4:32]
作詞・作曲：遠藤正明、編曲：三宅博文
13. Everything [5:25]
作詞・作曲：奥井雅美、編曲：寺田志保・栗山善親